# Magnus Eriksson Grijs
Magnus "Måns" Eriksson Grijs, född omkring 1640 i Gävle, död omkring 1706 i Norrköping, var en svensk kyrkomålare. 

## Biografi
Magnus Eriksson Grijs var gift före 1664 med Margareta Jochumsdotter, död 1703-03-17 i Norrköping. Hans syskon var brodern Erik Eriksson Grijs i Göteborg och systrarna Ingrid Eriksdotter Grijs gift Lind i Stockholm och Katarina Eriksdotter Grijs gift Aureller i Gävle. De var barn till gävleborgaren Erik Andersson Grijs, kopparhandlare i Gävle.
Bröderna Magnus Grijs och Erik Grijs lärde målarkonsten från 1650-talets mitt hos äldre svågern konterfejaren Johan Aureller d.ä. i Gävle.
Magnus Grijs beskrivs som eklektiker och kolorist. Han organiserade målarnas skrå i Norrköping och fick också att stor betydelse för utvecklingen av det karolinska måleriet i Östergötland.

## Verk
- Konungsunds kyrka, Östergötland: Målning av predikstol 1689.
- Mogata kyrka, Östergötland: Altartavla 1690.
- Linköpings domkyrka, Östergötland: Målning av 32 par motiv ur gamla och nya testamentet i koromgången sedan Haquin Spegel 1693 tagit bort korskranket, vidare symboliska bilder för ett par pelare i mittskeppet och för Haquin Spegels (1645-1714) grav i domkyrkan. De flyttbara bilderna har förintats, men dekorationsmålningarna i Spegels gravkammare finns kvar.
- Sankt Pers kyrka, Vadstena, Östergötland: Tre målningar med bibliska motiv, en daterad 1691, varav en i Klosterkyrkan och två deponerade på Vadstena slott.
- Simonstorps kyrka, Östergötland: Mälningar Första nattvarden, Kristi korsfästelse och Kristi himmelsfärd (inköpta 1698).
- Skedevi kyrka, Östergötland: Takdekorationer 1701.
- Kättilstads kyrka, Östergötland: Altartavla, takmålning bl.a. Kristi förklaring och på läktarbröstningen målningar av Kristus och apostlarna 1702.